# Sigh
Sigh (サイ) är ett black metal-band från Tokyo i Japan. Bandet grundades i Maj 1990, och räknas därför som ett av de första black metal-banden ifrån Japan. 
Bandet fick skivkontrakt med Euronymous från Mayhem skivbolag Deathlike Silence Productions, där de släppte sin första fullängdsskiva, Scorn Defeat, strax efter Euronymous död 1993. När skivbolaget lades ner snart därefter skrev Sigh på med Cacophonous Records.
Sedan dess har bandet gått från Century Media Records, via Candlelight Records och slutligen till The End Records.

## Medlemmar
Nuvarande medlemmar
- Mirai Kawashima (川嶋未来) – basgitarr (1990–2004), keyboard, piano, sitar, orgel m.m. (1989– )
- Satoshi Fujinami (藤波聡) – gitarr (1990–1992), trummor (1989–2004, 2008), basgitarr (2004– )
- Junichi Harashima (原島淳一) – trummor (2004– )
- Dr. Mikannibal (Mika Kawashima) – saxofon, sång (2007– )
- You Oshima (Yuichi Oshima) (大島雄一) – gitarr (2014– )

Tidigare medlemmar
- Kazuki Ozeki (尾関和樹) – trummor (1990–1990)
- Shinichi Ishikawa (石川慎) – gitarr (1992–2014)

Turnerande medlemmar
- Yasuyuki Suzuki – basgitarr (?–2004, 2008, 2013)
- Yusuke Akiyama – keyboard (2018)

## Diskografi

### Studioalbum
- Scorn Defeat (1993)
- Infidel Art (1995)
- Hail Horror Hail (1997)
- Scenario IV: Dread Dreams (1999)
- Imaginary Sonicscape (2001)
- Gallows Gallery (2005)
- Hangman's Hymn (2007)
- Scenes From Hell (2010)
- In Somniphobia (2012)
- Graveward (2015)
- Heir to Despair (2019)
- Shiki (2022)

### EP
- Requiem for Fools  (1992)
- Split 7" EP med Kawir (1994)
- Ghastly Funeral Theatre (1997)
- A Tribute to Venom (2008)
- The Curse of Izanagi (2010)

### Livealbum
- To Hell and Back (Sigh's Tribute to Venom) (1995)
- The Eastern Force of Evil: Live '92-'96 (1996)
- Scorn Defeat 20th Anniversary Gig (2013)

### Demo
- Desolation (1990)
- Tragedies (1990)

### Samlingsalbum (div. artister)
- Far East Gate Inferno (1994)
- Blackened (1995)
- The Unholy Bible (1997)
- Roots II (The Return) (1998)